# Орлов, Олег Петрович
Оле́г Петро́вич Орло́в (род. 4 апреля 1953, Москва) — советский и российский правозащитник.
Орлов стал членом правозащитного центра «Мемориал» в 1988 году и быстро занял лидирующие позиции в организации. Председатель совета, член правления «Международного Мемориала».
В 2004—2006 годах был членом Совета по правам человека России. Лауреат премии «За свободу мысли» имени Андрея Сахарова (2009). Член федерального политсовета движения «Солидарность».
В феврале 2024 года суд признал Орлова виновным и приговорил к 2,5 годам заключения в колонии по делу о «дискредитации Вооружённых сил РФ» за антивоенную статью, в которой он назвал путинский режим тоталитарным и фашистским. 1 августа 2024 года освобождён в рамках обмена заключёнными между Россией и Западом.

## Биография
Олег Орлов родился 4 апреля 1953 года в Москве в семье Орловых — выпускника МИФИ, инженера Петра Михайловича и выпускницы филологического факультета МГУ, школьной учительницы Светланы Николаевны. XX съезд КПСС, осудивший в 1956 году культ личности Сталина и открывший часть информации о преступлениях сталинского режима, оказал сильное воздействие на отца Олега. С тех пор, по словам Олега Орлова, его отец стал убеждённым противником коммунизма, на кухне в их московской квартире часто собиралось много людей, вели разговоры о политике, спорили, слушали песни бардов.
Не сумев с первой попытки поступить в МГУ, Олег Орлов стал студентом сельскохозяйственной Тимирязевской академии. Успешно окончив три курса академии, перевёлся на биологический факультет МГУ, а после окончания работал в Институте физиологии растений Академии наук СССР.
Уже во время работы в институте, в 1979 году, после начала войны в Афганистане, Орлов самостоятельно изготовил примитивный копировальный аппарат (гектограф) и в течение двух лет расклеивал политические листовки, посвящённые войне, ситуации в Польше и деятельности движения «Солидарность».

### «Мемориал» (с 1988)
В 1988 году стал членом инициативной группы «Мемориал», выступающей за реабилитацию жертв политических репрессий в СССР, предание гласности фактов массовых нарушений прав человека в СССР, установление памятников жертвам политических репрессий, создание музея и библиотеки, посвящённых теме политических репрессий, освобождение политзаключённых. Впоследствии на её основе было сформировано Всесоюзное добровольное историко-просветительское общество «Мемориал», координатором выборного комитета которого стал Орлов. В 1988—1989 годах он активно участвовал в подготовительном и учредительном съездах «Мемориала». Движение было зарегистрировано в 1991 году, позднее его переименовали в Международное историко-просветительское правозащитное и благотворительное общество «Мемориал». Орлов стал одним из членов правления организации.
В 1990 году Орлов участвовал в деятельности избирательного блока «Выборы-90», был доверенным лицом правозащитника Сергея Ковалёва на выборах в Верховный совет РСФСР, а после его избрания работал в аппарате Верховного совета, занимал должность ведущего специалиста комитета по правам человека. Работал над законами о гуманизации пенитенциарной системы России, о реабилитации жертв политических репрессий. Одновременно Орлов стал председателем совета правозащитного центра «Мемориала».
Во время путча в Москве в 1991 году был среди защитников «российского Белого дома» от путчистов.
С 1991 по 1994 год бывал в качестве наблюдателя в зонах вооружённых конфликтов в Армении, Азербайджане, Таджикистане, Молдове, зоне ингушско-осетинского конфликта на Северном Кавказе. Соавтор многих докладов «Мемориала».
Начиная с 1994 года Орлов вместе с С. А. Ковалёвым, занявшим пост председателя Комитета по правам человека при президенте России, работал в зоне военного конфликта в Чечне, лично встречался с чеченскими лидерами Джохаром Дудаевым и Асланом Масхадовым, участвовал в переговорах об обмене пленными и инспектировал госпиталя и лагеря для военнопленных.
В июне 1995 года Орлов в составе группы, возглавляемой С. А. Ковалёвым, участвовал в переговорах с террористами, которые под командованием Шамиля Басаева совершили теракт в Будённовске. После успешного завершения переговоров члены группы Ковалёва (в том числе и Олег Орлов) стали добровольными заложниками в качестве гарантов достигнутых соглашений в обмен на освобождение большинства заложников.
Впоследствии Орлов и правозащитный центр «Мемориал» много внимания уделяли проблеме похищения людей на Кавказе и жертвам среди мирного населения Чечни, Ингушетии и Дагестане. От предложения Ковалёва начать работу в президентской правозащитной структуре он отказался.
В 2004 году Орлов стал членом Совета при президенте РФ по содействию развитию институтов гражданского общества и правам человека под председательством Эллы Памфиловой. В 2006 году правозащитник вышел из него в знак протеста против комментария российского президента Владимира Путина по поводу убийства Анны Политковской, в котором он заявил, что это убийство нанесло России больший урон, чем её публикации.
С начала второй чеченской войны в октябре 1999 года и по настоящий момент[когда?] Орлов возглавляет работу общества «Мемориал» на Северном Кавказе, где работают представительства «Мемориала» в Чечне, Ингушетии, Дагестане, Северной Осетии, Кабардино-Балкарии, Ставропольском крае.
С апреля 2004 года по настоящий момент[когда?] Орлов — член Экспертного Совета при Уполномоченном по правам человека в РФ.

#### Нападение в Назрани (2007)
Накануне митинга оппозиции в Назрани, в ночь на 24 ноября 2007 года, в назранской гостинице Олега Орлова и группу тележурналистов компании РЕН ТВ захватили вооружённые люди в масках. Угрожая оружием, они надели на головы заложникам чёрные пакеты и вывезли за город в поле, где их выволокли из машины, повалили на землю и принялись избивать. Один из пострадавших журналистов впоследствии рассказывал:

«Били молча. После этого один из них сказал, что нас сейчас расстреляют. Но затем со смешком он добавил: „Жаль, глушителей не взяли“, и они уехали.»
Напавшие забрали видеоаппаратуру, документы, мобильные телефоны и личные вещи правозащитника и журналистов. За час до нападения наряд патрульно-постовой службы, нёсший дежурство в гостинице «Асса», покинул свой пост по приказу вышестоящего начальства. Автомобиль с заложниками по пути следования не был остановлен ни на одном блок-посту. Олег Орлов и остальные пострадавшие убеждены, что напавшие на них были сотрудниками спецслужб, а само нападение было «акцией устрашения».
По факту нападения было возбуждено уголовное дело по трём статьям Уголовного кодекса РФ: «воспрепятствование законной профессиональной деятельности журналистов» (ст. 144 часть 1 УК РФ), «незаконное проникновение в жилище с применением насилия» (ст. 139 часть 2 УК РФ) и «грабёж — открытое хищение чужого имущества» (ст. 161 часть 1 УК РФ). Группа известных российских правозащитников выступила с открытым обращением к Уполномоченному по правам человека в России Владимиру Лукину и Председателю Совета при Президенте РФ по содействию развитию институтов гражданского общества и правам человека Элле Памфиловой, в котором в частности указывали на неадекватность квалификации уголовного дела:

«Следователи „не заметили“, что было совершено „похищение человека“ (ст. 126), „угроза убийством“ (ст. 119), нанесены „побои“ (ст. 116) и причинен „умышленный вред здоровью“ (ст. 112). Полуторачасовой пробег без одежды в носках по морозу уже достаточное основание для того, чтобы говорить о бесчеловечном обращении с потерпевшими. Наконец, „хищение имущества с применением насилия“ квалифицируется не как „грабеж“, а как „разбой“ (ст.162 УК РФ).»
Расследование было приостановлено в 2011 году. В 2017 году Европейский суд по правам человека констатировал, что в данном деле права Орлова были нарушены.

#### Иск со стороны Кадырова (2009)
В 2009 году Орлов возложил на президента Чеченской Республики Рамзана Кадырова ответственность за убийство в июле 2009 года в Чечне сотрудницы «Мемориала» Натальи Эстемировой. В ответ Кадыров подал иск о защите чести, достоинства, деловой репутации и компенсации морального вреда против Орлова и ПЦ «Мемориал». 6 октября 2009 года суд частично удовлетворил иск Кадырова, постановив взыскать 20 тысяч рублей с Орлова и 50 тысяч рублей с «Мемориала». Суд признал высказывания Орлова о личной или опосредованной вине Кадырова в гибели Эстемировой порочащими честь и достоинство президента. Сам Орлов уточнил, что имел в виду ответственность Кадырова за происходящее в республике, а не прямую причастность к преступлению, которую он, впрочем, также не исключил. Орлов указал, что глава Чечни создал в республике такие условия, при которых правозащитникам работать невозможно, более того — они объявлены «разрешённой целью». Уполномоченный по правам человека в Чеченской Республике Нурди Нухажиев заявил, что Орлов «легко отделался»: «Он в своих необъективных высказываниях публично оскорбил честь, достоинство и деловую репутацию <…> Кадырова, и в таких случаях суд должен быть более суров».
6 июля 2010 года за то же самое публичное выступление Орлову было предъявлено обвинение в совершении уголовного преступления по ч. 3 ст. 129 (клевета) УК РФ. 13 сентября начался процесс над Орловым. Его защитником стал адвокат Генри Резник. Государственный обвинитель просил признать Орлова виновным и назначить штраф 150 тыс. руб. Представитель потерпевшего Кадырова настаивал на наказании в 3 года лишения свободы. 14 июня 2011 года мировой судья участка № 363 района Хамовники г. Москва вынесла Орлову оправдательный приговор. Представитель потерпевшего Кадырова и прокуратура обжаловали приговор. В январе 2012 года дело против Орлова было окончательно закрыто в связи с декриминализацией статьи о клевете.

### Тюремное заключение и обмен (2024)
В марте 2023 года против Олега Орлова возбудили уголовное дело по ч.1 статьи 280.3 УК РФ о «повторной дискредитации Вооружённых сил РФ». Рассмотрение дела началось 8 июня того же года в Головинском районном суде Москвы. В качестве общественного защитника в процессе участвовал лауреат Нобелевской премии мира-2021 Дмитрий Муратов. Правозащитный центр общества «Мемориал» счёл преследования своего сопредседателя О. П. Орлова по статье 280.3 ч.1, политически мотивированными, а его самого политзаключённым.
Совет Европы назвал судебный процесс над Орловым «Пародией на правосудие», в поддержку Олега Орлова накануне его судебного процесса также выступили в Международной федерации за права человека и в Норвежском нобелевском комитете.
11 октября 2023 года Головинский районный суд Москвы приговорил Олега Орлова к штрафу. Сумма штрафа составила 150 тысяч рублей. Прокуратура подала апелляцию на приговор суда, потребовав ужесточить наказание до трёх лет лишения свободы.
Первое заседание второго рассмотрения дела прошло 16 февраля 2024 года. На нём Орлов не признал вину и отказался защищать себя: «Вполне очевидно, что какие бы я доказательства не представлял, несправедливый обвинительный приговор неминуем», — объяснил правозащитник. В суде он читал роман «Процесс» Франца Кафки. 26 февраля Орлов выступил с последним словом, в котором он в очередной раз заявил своей невиновности: «Я не совершил преступления. Меня судят за газетную статью, в которой я назвал политический режим, установившийся в России, тоталитарным и фашистским. Статья была написана более года назад. И тогда некоторым моим знакомым казалось, что я слишком сгущаю краски. Но сейчас совершенно очевидно — я нисколько не преувеличивал.», завершив речь словами: «Я ни о чём не сожалею и ни в чём не раскаиваюсь».
2 февраля 2024 года Министерством юстиции России внесён в список физических лиц «иностранных агентов».
27 февраля 2024 года суд признал Орлова виновным и приговорил к 2,5 годам заключения в колонии.
Сразу после поступления в СИЗО-5 «Водник» 70-летнему Орлову сделали предложение подписать заявление о согласии на отправку в зону боевых действий. Арестант указал сотрудникам СИЗО на свой возраст, однако те заявили, что их «ничего не смущает».
1 августа 2024 года вошёл в список на обмен заключёнными между Россией и Западом, в ночь на 2 августа выслан в Германию. Орлов заявил, что тюремная администрация просила его написать обращение к президенту Путину с просьбой о помиловании, но он отказался. Заявил, что продолжит правозащитную деятельность.

## Семья
Жена — правозащитница Татьяна Ивановна Касаткина (род. 25 июня 1944).

## Награды
- Премии «За свободу мысли» имени Андрея Сахарова (2009).
- Премия Московской Хельсинкской группы в номинации «За исторический вклад в защиту прав человека и правозащитное движение» (2012)[49].
- Почётный гражданин Парижа (2024)[50].